# Sham 69
Sham 69 est un groupe de punk rock britannique, originaire d'Hersham, dans le comté de Surrey, au sud-ouest de Londres, en Angleterre. Ils sont connus pour être l'un des premiers groupes de punk rock avec un « style de rue » (plus tard appelé street punk, à l'opposé du genre « haute-culture » de certains groupes punks britanniques contemporains). Reconnus pour leurs performances scéniques, ils enrichissent aussi le punk d'accompagnements vocaux (backvocals) basés sur des chants de supporters de football. Leurs paroles sont toujours teintées d'une sensibilité politique de gauche. Ils jouent un rôle important dans l'expansion du mouvement oi!.

## Biographie

### Première période (1975–1980)
Le nom du groupe viendrait d'un vieux graffiti à moitié effacé que le chanteur Jimmy Pursey aurait vu sur un mur faisant référence à la victoire du club de football Walton & Hersham F.C. dans son championnat régional en 1969 et sa montée en division supérieure, ainsi qu'à ses deux tours en FA Cup (coupe d'Angleterre) qui représentent cette année-là le sommet du club. Mais certains skinheads pensent qu'il s'agit en fait de l'acronyme Skin Head At Margate in 69 (Margate étant la plage où se retrouvaient skins, mods et teddy boys pour des bastons mémorables durant l'été 1969). La formation d'origine de Sham 69 est composée de Jimmy Pursey, Albie Maskell, Andy Nightingale, Johnny Good et Neil Harris. En juin 1977, trois des membres quittent le groupe, laissant Pursey et Maskel seuls. Ils sont remplacés par Dave Parsons et Mark Cain. En août de la même année, avec le soutien de Mark Perry du groupe Alternative TV, Sham 69 enregistre son premier 45 tours sur le label de Miles Copeland, Step Forward Records. Ce single ne comprend que trois titres : I don't wanna, Red London et Ulster. Malgré des ventes modestes, celui-ci devient un classique du punk avec le temps.
Albie Maskel, devenu organisateur de concerts, est remplacé par Dave Tregunna. Le 6 janvier 1978, Sham 69 publie chez Polydor le 45 tours Borstal Breakout. Le morceau devient un hymne punk (que le groupe de punk hardcore Sick of It All réinterprètera sur scène quinze ans plus tard et enregistrera). Le premier album studio, Tell Us the Truth, est publié en février 1978. Celui-ci comporte une face enregistrée en studio et une autre en live. Avec la sortie de cet album, leur popularité s'étend encore plus, notamment auprès de jeunes skinheads anglais qui forment un groupe de fans, la Sham Army, qui suit le groupe chacun de ses concerts. Mais la Sham Army est composée d'éléments violents qui sèment la pagaille partout où ils passent et agressent systématiquement les punks présents dans le public. La Sham Army se fait alors rapidement infiltrer par le National Front britannique qui tente de s'associer à l'image du groupe et d'en profiter pour recruter des membres parmi la bande de skinheads. Pour contrer cette dérive fasciste, Jimmy Pursey, qui s'est toujours positionné à gauche sur le modèle de The Clash, fait participer Sham 69 à tous les concerts organisés par l'association Rock Against Racism (« Le rock contre le racisme »). En vain, malgré les prises de position du groupe et le fait que le batteur (Marc Kain) soit juif, la violence qui accompagne chaque concert ne faiblit pas et l'image de Sham 69 en pâtit. Jimmy Pursey décide d'arrêter définitivement les concerts après un « petit différend » avec des boneheads en 1978 à Hendon.
En juillet 1978, Sham 69 sort le 45 tours If The Kids Are United, puis l'album That's Life. Il est le premier groupe punk avec un Top 10 UK single. Toutefois, le groupe finit par perdre le son punk-oi ! dans son troisième album, Hersham Boys, davantage influencé par le hard rock britannique. Enfin, le groupe se sépare après le quatrième album pour diverses raisons, dont l'attitude négative d'une partie du public infiltré par des militants d'extrême-droite. If The Kids Are United a donné une grande notoriété au groupe, mais a aussi attiré à lui un public de plus en plus skinhead d'extrême droite, à l'inverse des idées du groupe. Dépassés par ce nouveau public, le groupe finit par se séparer, après un concert catastrophique au Reading Festival en août 1978.
Jimmy Pursey intègre alors un groupe heavy metal et le bassiste Dave Tregunna se joint au groupe pionnier glam-punk-gothique des années 1980, The Lords of the New Church, avec Stiv Bators des Dead Boys et Brian James des The Damned.

### Retour (1987–2010)
En 1987, Sham 69 est réuni avec de nouveaux membres : Ian Whitewood à la batterie, Andy Prince à la basse, Tony Hardie-Bick (Tony Bic) aux claviers et Linda Paganelli au saxophone, qui assurent la sortie de l'album Volunteer et des singles Rip and Tear et Outside the Warehouse. L'album Live at CBGB fait aussi participer cette formation. L'album qui suit, Information Libre, fait participer Patricia de Mayo aux claviers. Andy Prince rejoindra Magic Mushroom Band et Whitewood sera remplacé à la batterie par Sonny Boy Williamson, qui jouera sur l'album Soapy Water and Mister Marmalade et les singles Uptown, Action Time and Vision et Girlfriend.
Dans les années 1990, Pursey tente de faire revivre Sham 69 avec des membres différents, apparemment sans le même succès. Le groupe continue néanmoins les tournées et enregistrements. Pursey quitte finalement le groupe, pour être remplacé par Tim V.  En 1995, Whitewood revient à la batterie et le bassiste de Chelsea Mat Sargent est recruté. Cette formation enregistre les albums The A Files et Direct Action: Day 21 et les single Swampy. If the Kids Are United est utilisé pour une publicité de la chaine McDonald's.
En 2005, Sham 69 regagne en popularité avec le morceau If the Kids Are United qui est joué pendant l'entrée de Tony Blair lors de la Labour Party Conference. Le groupe est alors invité à l'émission Newsnight de la BBC TV. À la fin 2006, Sham 69 se sépare à nouveau et Dave Parsons décide de continuer seul le groupe. Le 26 janvier 2007, BBC News annonce la séparation de Sham 69 à cause de conflits entre Pursey et Parsons. Pursey et Sargent forment le groupe Day 21, avec Rev et Snell des Towers of London. Rob Jefferson (basse) quitte Parsons Sham 69 et est remplacé par Alan Campbell. En 2009, Sham 69 devient le premier grand groupe de punk à tourner en Chine. Il publie l'album Who Killed Joe Public à la fin 2010.

### Dernières activités (depuis 2011)
En mai 2011, Parsons annonce sur son site web la séparation de Sham 69, malgré les divergences d'avis avec les autres membres. En juillet 2011, Pursey annonce sur Twitter le retour d'une grande partie de la formation de 1977, qui comprend Pursey, Parsons et Tregunna. Désormais, deux groupes utilisent le nom Sham 69 : cette formation « classique » d'un côté (avec Pursey, Parsons et Tregunna) et celle autour de Harris de l'autre. En juin 2012, Pursey revendique le nom. En 2016, les deux groupes utilisent toujours le même nom, mais la version de Pursey est généralement sous-titrée Original 1977 line-up et porte l'essentiel de la légitimité du groupe, tandis que l'autre, sous le nom de Sham69 -Tim V, est davantage vue par les fans comme un hommage au Sham 69 historique.

## Membres

### Membres actuels
- Jimmy Pursey – chant (1975–1980, 1987–2006, depuis 2011)
- Dave Parsons – guitare (1977–1980, depuis 1987)
- Dave Tregunna – basse (1977–1980, depuis 2011)
- Robin Guy – batterie (depuis 2012) (†)

### Version Tim V
- Tim V – chant (depuis 2007)
- Ian Whitewood – batterie (depuis 2007)
- Neil Harris – guitare (depuis 2011)
- Tony Feedback – guitare (depuis 2011)
- Remmington Pearce – basse (depuis 2014)
- Paul Brightman

### Anciens membres
- Neil Harris – guitare solo (1975–1977)
- John Goode – guitare rythmique (1975–1977)
- Albie Slider (Albert Maskell) – basse (1975–1977)
- Andy Prince – basse (1987–1991)
- Mat Sargent – basse (1995–2007)
- Billy Bostik – batterie (1975–1977)
- Mark Cain – batterie (1977–1979)
- Ricky Goldstein – batterie (1979–1980)
- Sonny Boy Williamson – batterie (1990)
- Tony Bic – claviers (1987-1988)
- Linda Paganelli – saxophone (1987-1991)
- Ian Whitewood – batterie (1987–2011)
- Danny Fury – batterie (2011–2012)

## Discographie
- 1978 : Tell Us the Truth
- 1978 : That's life
- 1979 : The Adventures of Hersham Boys
- 1980 : The Game
- 1987 : Volunteer
- 1993 : Kings and Queens
- 1995 : Information Libre
- 1995 : Soapy Water and Mr. Marmalade
- 1997 : The A Files
- 2001 : Direct Action: Day 21
- 2006 : We interrupt this Program
- 2007 : Western Culture
- 2007 : Hollywood Hero
- 2010 : Who Killed Joe Public
- 2021 : Black Dog